# Jorge Alberto Mendonça
Jorge Alberto de Mendonça Paulino (Luanda, África Occidental Portuguesa, Portugal, 19 de septiembre de 1938) es un exfutbolista portugués nacido en la actual Angola cuando aún estaba bajo dominio europeo, que terminaría nacionalizándose como español. Desempeñaba el papel de delantero.

## Trayectoria deportiva
Mendonça comenzó a jugar al fútbol en el Sporting de Luanda durante su infancia. Años más tarde, ya instalado en Portugal, fue parte del equipo juvenil del Sporting de Lisboa. Debutó en 1957 en la Primera División de Portugal como miembro del Braga. En julio de 1958 se sumó al Deportivo La Coruña con la misión de evitar que el equipo perdiese la categoría. Su actuación fue fundamental para que los gallegos terminaran salvándose del descenso, por lo que, culminada la temporada, el Atlético de Madrid le ofreció un contrato.
Debuta en la Primera división de la liga española de fútbol el 14 de septiembre de 1958 en el triunfo del Atlético ante el Oviedo por 2 a 0, en el que Mendoça marcó el segundo gol de su equipo.
En 1960 el Atlético de Madrid ganó la Copa del Generalísimo por primera vez en la historia, pero Mendoza no pudo disputar ningún partido por ser extranjero. Ya nacionalizado, al año siguiente, participó en la obtención de la segunda Copa del Generalísimo por parte de su club.
En la temporada 1961-62 se proclamó campeón de la Recopa, primer título europeo de la historia del conjunto rojiblanco. En la final ante Fiorentina, Mendonça marcó un gol. Con el Atlético de Madrid ganaría posteriormente otra Copa del Generalísimo y una Liga.
Mendonça permaneció en el club rojiblanco nueve temporadas consiguiendo, además de cuatro títulos, tres subcampeonatos de liga y un subcampeonato de la Recopa de Europa.
Pasará a la historia del Atlético de Madrid por ser el jugador que marcó el gol que ponía punto final a la mejor racha de victorias del Real Madrid en su estadio. El Real Madrid estuvo sin padecer de una derrota en liga ocho años y 18 días (2.940 días, 121 partidos), convirtiéndose en el equipo que más tiempo ha estado sin perder en casa en la historia de la Liga. La racha se acabó cuando el 7 de marzo de 1965 Mendoça marcó el gol (minuto 74) que daba la victoria al equipo rojiblanco.
En 1967 ficha por el FC Barcelona. En su primera temporada gana una Copa del Generalísimo y consigue un subcampeonato de liga. Permanece en el equipo dos temporadas.
En 1969 se marcha a jugar al Mallorca. Esa temporada, tras la cual el equipo descendería a Segunda división, casi no dispone de oportunidades para jugar.
Mendoça disputó un total de 206 partidos en Primera división marcando 72 goles.

### Clubes
| Club                | País     | Año         |
| ------------------- | -------- | ----------- |
| Braga               | Portugal | 1957 - 1958 |
| Deportivo La Coruña | España   | 1958        |
| Atlético de Madrid  | España   | 1958 - 1967 |
| FC Barcelona        | España   | 1967 - 1969 |
| Mallorca            | España   | 1969 - 1970 |

## Vida privada
Mendonça tuvo dos hermanos futbolistas: Fernando Mendonça -que se destacó en el fútbol portugués- y Manuel Mendonça -que jugó en España, Francia, Turquía y en los Estados Unidos.
Es testigo de Jehová, lo que le trajo dificultades en su paso por el FC Barcelona y el Mallorca, ya que en la España de la época esa religión era percibida como una secta herética.
Tras retirarse del fútbol, entabló un largo pleito judicial con los dirigentes del Mallorca debido al incumplimiento de los pagos de su salario. Finalmente, tras ocho años de batallar, el Tribunal Supremo falló a su favor, lo que sirvió también para que a partir de entonces se recategorizaran a los jugadores de fútbol como trabajadores por cuenta ajena.
Vivió en Francia donde estudió medicina. Allí se interesó por el fútbol 7, concibiéndolo como una disciplina diferente al fútbol asociado, por lo que elaboró un reglamento del deporte y comenzó a promover su práctica -especialmente en niños y adolescentes.
Posteriormente regresó a España y colaboró con la Embajada de Angola en España como promotor del intercambio deportivo. De ese trabajo nació la idea de organizar el Mundialito de la Inmigración, un torneo de fútbol amateur que tuvo varias ediciones realizadas en diversas partes de la geografía española y que reunía a expatriados de diferentes países del mundo que residían en Europa (el evento llegó a contar con el auspicio de Unicef).
Mendonça fue fundador y presidente de la Sports Group of African Former Football Players Association (AFPA).

## Títulos

### Campeonatos nacionales
- 1 Liga (Atlético, temporada 65-66)
- 4 Copas del Generalísimo (Tres con el Atlético, 1960, 1961 y 1965; Una con el FC Barcelona, 1968)

### Copas internacionales
- 1 Recopa (Atlético, 1962)